# Schloss Beauté-sur-Marne

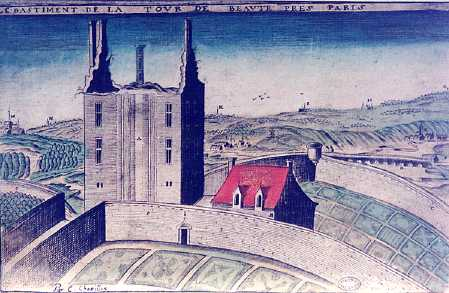
Der Turm des Schlosses auf einem Stich von Claude Chastillon aus dem Jahr 1610

Das Schloss Beauté-sur-Marne (auch Beauté-lez-Paris genannt) war ein königliches Landschloss bei Vincennes. Heute gehört das Gelände zur Stadt Nogent-sur-Marne.
König Karl V. der Weise – er regierte von 1364 bis 1380 – ließ auf der Suche nach Ruhe und Erholung abseits des Hofes von Vincennes das Gebäude restaurieren. Wenn man die Zugbrücke und die Umfassungsmauer hinter sich gelassen hatte, trat man in einen Garten mit einer Quelle. Das Landschloss selbst bestand aus einem großen Turm, in dem jedes Stockwerk einem Zimmer entsprach. In der ersten Etage befand sich die Chambre des Évangelistes, in welcher der König schlief. Hier hatte er auch seine Bibliothek untergebracht. In der zweiten Etage stand ein Altar, an dem die Messe gelesen werden konnte.
Das Schloss Beauté war nicht dazu gedacht, die Königin Jeanne de Bourbon zu empfangen, für die Karl V. 1375  das Manoir de Plaisance von seinem Bruder Philipp dem Kühnen, dem Herzog von Burgund, erwarb und nach dem die Stadt Neuilly-Plaisance ihren Namen hat. Ludwig  I., der Herzog von Anjou, ein anderer Bruder des Königs, baute sich ebenfalls ein Herrenhaus in der Nähe, von dem jedoch keine Spur mehr zu finden ist.
Im Jahr 1378 kam Kaiser Karl IV. zu Besuch nach Frankreich; in einer Zeit, als die Engländer die Feindseligkeiten wieder aufgenommen hatten und die Christenheit sich zwei Päpsten gegenübersah. Es war eine diplomatische Mission als Versuch, die Beziehungen zwischen den beiden Monarchen zu festigen. Ein Manuskript, das sich in der Bibliothèque nationale de France befindet, zeigt Karl V., wie er den Kaiser und dessen Sohn Wenzel, König von Böhmen, empfängt. Der Kaiser residierte vom 12. bis zum 16. Januar im Schloss Beauté-sur-Marne, wo Karl V. ihn von Vincennes aus jeden Tag aufsuchte. Christine de Pizan schreibt: „À beauté fu l’Empereur plusieurs jours et le Roy chascun jour l’aloit visiter et en secret parloient longuement.“ (deutsch: „In Beauté blieb der Kaiser mehrere Tage, und der König kam ihn jeden Tag besuchen, um lange im Geheimen mit ihm zu sprechen.“) Am 16. Januar reisten der Kaiser und der französische König zum Manoir de Plaisance weiter.
König Karl V. starb im Schloss Beauté am 16. September 1380. Danach fiel das Gebäude der Vergessenheit anheim. Erst als Karl VII. es 1448 seiner Mätresse Agnès Sorel zum Geschenk und sie damit zur Dame de Beauté machte, war erneut die Rede von den Gebäuden. Enguerrand de Monstrelet schreibt: „Et comme entre les belles estoit tenue pour la plus belle du monde fut appelée damoyselle de Beauté tant pour cette cause que pour ce que le roy lui avait donné à sa vie la maison de Beaulté lez Paris.“ (deutsch: „Und da sie unter den Schönen für die Schönste der Welt gehalten und deswegen Mademoiselle de Beauté genannt wurde, aber auch, weil der König ihr auf Lebenszeit das Haus Beauté bei Paris gegeben hatte“.)
Ein Stich aus dem Jahr 1610 zeigt noch den Turm von Beauté, den Richelieu 1626 schließlich abreißen ließ.
Beim Bau einer Eisenbahnstrecke wurden 62 Kacheln aus dem Schloss gefunden, die ein künstlerisches Ensemble darstellen und sich heute im Musée Carnavalet in Paris befinden.

## Beauté-sur-Marne in der Literatur
| Sur tous les lieux plaisans et agréables Que l'on pourroit en ce monde trouver, Edifiés de manoirs convenables, Gais et jolis, pour vivre et demourer Que c'est à la fin du boys De Vicennes, que fit faire ly roys Charles - que Dieu donne paix, joye et santé! - Son fils aîné, Dalphin de Viennois, Donna le nom à ce lieu de Beauté. | Unter allen gefälligen und angenehmen Orten Die man auf dieser Welt finden kann Errichtet aus angemessenen Gebäuden, Heiter und schön, um zu wohnen und zu leben Das sich befindet am Ende des Waldes Von Vincennes, das bauen ließ der König Karl – dem Gott Frieden, Freude und Gesundheit gebe! – Sein ältester Sohn, Dauphin von Viennois, Gab diesem Ort den Namen Beauté. |

Ballade von Eustache Deschamps (1346–1406)